# آدمولا لوکمن
آدمولا لوکمن اولاجاده آداله آیلولا لوکمن (انگلیسی: Ademola Lookman Olajade Alade Aylola Lookman؛ زادهٔ ۲۰ اکتبر ۱۹۹۷) بازیکن فوتبال اهل انگلستان است که هم اکنون برای باشگاه فوتبال آتالانتا در پست وینگر بازی می کند.

## زندگی شخصی
لوکمن در وانروورث، لندن متولد شد. او در کالج رسول سنت توماس در پکهام حضور یافت.

## عملکرد باشگاهی

### چارلتون اتلتیک
لوکمن در سال ۲۰۱۴ پس از ثبت نام از واترلو، یک باشگاه فوتبال جوانان مستقر در منطقه لامب لندن، به آکادمی ورزشی چارلتون پیوست. رکورد گلزنی او برای تیم‌های زیر ۱۸ سال و زیر ۲۱ سال چارلتون باعث شد او صعود سریع را از بین رده‌های آکادمی چارلتون صعود کند و او اولین بازی خود را برای آدیکس در ۳ نوامبر ۲۰۱۵ بدست آورد. او در ۵ دسامبر ۲۰۱۵ اولین گل خود را برای این باشگاه در یک شکست ۳–۲ در برابر برایتون و هو آلبیون به ثمر رساند، و سپس یک گل دیگر را هر دو گل چارلتون در تساوی ۲–۲ با بولتون واندررز ۱۰ روز بعد زد.

### اورتون
لوکمن در تاریخ ۵ ژانویه ۲۰۱۷ قراردادی چهار و نیم ساله با اورتون با هزینه غیرقابل توافق امضا کرد، گزارش شده به عنوان ۷٫۵ میلیون پوند اولیه که به‌طور بالقوه با افزودنیهای آن به ۱۱ میلیون پوند افزایش می‌یابد. او ده روز بعد در پیروزی ۴–۰ برابر منچسترسیتی، اولین گل خود را برای این باشگاه رقم زد و در دقیقه ۹۰ جایگزین راس بارکلی شد و گل چهارم این تیم را به ثمر رساند. او اولین برد اروپایی خود را برای اورتون در پیروزی ۱–۰ برابر روژومبروک در سومین دیدار مرحله مقدماتی لیگ اروپا کسب کرد.
اگرچه مربی سم آلاردیس اظهار داشت که وی در پنجره نقل و انتقالات ژانویه ۲۰۱۸ در آینده این تیم را ترک نخواهد کرد، اما نظر خود را تغییر داد و این باشگاه یک حرکت را به باشگاه قهرمانی دربی یک شهر ترتیب داد، جایی که آنها امیدوار بودند که وی مرتباً در لیگ دسته اول فوتبال بازی کند.

#### دوره قرضی در لایپزیگ
با این حال، این بازیکن اصرار بر یک حرکت جایگزین داشت و تا پایان فصل ۲۰۱۷–۱۸ به‌طور قرضی به باشگاه لایپزیگ در بوندس لیگا پیوست. وی در اولین بازی خود برای لایپزیگ، در بازی خارج از خانه مقابل بوروسیا مونشن گلادباخ، گل پیروزی را به ثمر رساند و به عنوان یک تعویض دیرهنگام وارد زمین شد.

### لایپزیگ
در ۲۵ ژوئیه ۲۰۱۹، لوکمن در یک قرارداد ۵ ساله، یک سال و نیم پس از یک فصل قرضی موفق در لباس تیم آلمانی به ۵ گل، در ۱۱ بازی رسید و به لایپزیگ بازگشت.

### آتلانتا
وی در سال ۲۰۲۲ به آتلانتا پیوست. او در فصل ۲۴-۲۰۲۳ یکی از ارگان اصلی قهرمانی آتلانتا در  لیگ اروپا برابر بایرلورکوزن شکست ناپذیر شد و توانست با هتریک خود تیم ژابی آلونسو در هم بکوبد.

## افتخارات

### باشگاهی
آتالانتا
- لیگ اروپا(۱): ۲۴–۲۰۲۳

### ملی
نیجریه
- جام ملت های آفریقا: ۲۰۲۳ (نایب قهرمان)

### شخصی
- بازیکن فصل آتالانتا(۲): ۲۳–۲۰۲۲، ۲۴–۲۰۲۳
- تیم منتخب جام ملت‌های آفریقا(۱): ۲۰۲۳
- تیم منتخب فصل لیگ اروپا(۱): ۲۴–۲۰۲۳
- بازیکن سال فوتبال آفریقا(۱): ۲۰۲۴
- تیم منتخب فصل سری آ(۱): ۲۵–۲۰۲۴

## عملکرد ملی
لوکمن در انگلیس از والدینی نیجریه ای متولد شد و برای تیم‌های ملی هر دو کشور واجد شرایط است. او اولین فراخوان بین‌المللی خود را در زمان حضور در تیم ملی زیر ۱۹ سال انگلیس برای دو مسابقه مقابل مکزیک دریافت کرد. وی متعاقباً در تابستان برای مسابقات قهرمانی زیر ۱۹ سال اروپا معرفی شد. در اوایل سال ۲۰۱۷، لوکمن بعد از دعوت سرمربی تیم ملی، گرنوت روهر، فرصت بازی با نیجریه را رد کرد.
لوکمن در جام جهانی زیر ۲۰ سال برای تیم ملی زیر ۲۰ سال انگلیس انتخاب شد. او در این مسابقات سه گل به ثمر رساند، از جمله دو گل در مقابل کاستاریکا در ۱۶ بازی اخیر. انگلیس در فینال یک بر صفر ونزوئلا را شکست داد تا به اولین قهرمانی این کشور در فینال یک تورنمنت جهانی از جام جهانی ۱۹۶۶ برسد.
او اولین فراخوان خود را برای حضور در رقابت‌های انتخابی قهرمانی اروپا برای زیر ۲۱ سال انگلیس در برابر زیر ۲۱ سال هلند و زیر ۲۱ سال‌های لتونی در سپتامبر ۲۰۱۷ دریافت کرد. او اولین بازی خود را انجام داد و برای هم تیمی خود در اورتون، دومینیک کالورت لوین برای گل انگلیس در تساوی ۱–۱ پاس گل داد.